# Camptoptera elongatula
Camptoptera elongatula är en stekelart som beskrevs av Kryger 1950. Camptoptera elongatula ingår i släktet Camptoptera och familjen dvärgsteklar. Inga underarter finns listade.